# PostGIS
PostGIS est une extension (plugin) du SGBD PostgreSQL, qui active la manipulation d'informations géographiques (spatiales) sous forme de géométries (points, lignes, polygones), conformément aux standards établis par l'Open Geospatial Consortium. Il permet à PostgreSQL d'être un SGBD spatial (SGBDs) pour pouvoir être utilisé par les systèmes d'informations géographiques.
Le nom provient de la contraction de PostgreSQL et de GIS (acronyme anglais de SIG). Concrètement, PostGIS permet le traitement d'objets spatiaux dans PostgreSQL, autorisant le stockage des objets graphiques en base de données pour les SIG, un peu comme le Spatial Database Engine (SDE) de ESRI, la base de données spatiale d'IBM Informix Dynamic Server ou l'extension spatiale d'Oracle.

## Histoire
La première version a été publiée en 2001 par Refractions Research sous la Licence publique générale GNU. Une version stable 1.0 est sortie le 19 avril 2005.
En 2006, PostGIS a été enregistré conforme aux standards établis par l'Open Geospatial Consortium, pour l'utilisation simple du SQL. Il suit les recommandations de l'OpenGIS.

## Caractéristiques
- Logiciel libre
- S'appuie sur GDAL (raster), OGR (vecteur), PROJ.4 (projections), GEOS (géométrie)...
- Import/export grâce à GDAL/OGR
- Fonctions de base SIG (rééchantillonnage, rognage, intersection, union, projection...)
- Fonctions algébriques
- Utilisation des rasters et des vecteurs
- Robuste et fiable (contrôle de cohérence)
- Pas vraiment de limite de taille (max. 32 To)

## Utilisation
Beaucoup de logiciels peuvent utiliser PostGIS comme base de données, dont :
- GEO Software de la société Business Geografic
- ArcGIS (via ST-Links PgMap, ZigGIS, ArcSDE et autres connecteurs tiers)
- Cadcorp SIS distribué en France par la société Geomod
- CitySurf Globe
- Everest GIS
- ERDAS APOLLO
- Feature Manipulation Engine
- GeoMedia
- GeoServer
- GRASS GIS (GPL)
- gvSIG (GPL)
- Interoperability Extension d'Esri
- Ionic Red Spider
- KIS  (Altereo)
- Kosmo (GPL)
- Manifold System
- MapInfo Professional
- Mapnik (LGPL)
- MapDotNet Server
- MapServer (BSD)
- MapGuide (LGPL)
- MezoGIS
- OpenJUMP (GPL)
- QGIS (GPL)
- TerraLib (LGPL)
- TerraView (GPL)
- uDig (LGPL)

### Tutoriels
- PostGIS wiki
- Documentation de référence PostGIS
- Documentation de référence PostgreSQL
- Tutoriel de référence PostgreSQL
- Liste de discussion 'postgis-users'